# Drøbak
Drøbak (betyder "drøj bakke") er en by i Frogn kommune i Viken fylke i Norge. Byen havde 14.622 indbyggere 1. januar 2010. Byen ligger ved østsiden af Drøbaksundet hvor Oslofjordtunnelen, en undersøisk tunnel forbinder Drøbak med vestsiden af Oslofjorden.

## Historie
Drøbak og Frogn blev skilt ud som eget prestegjeld fra Ås Prestegjeld ved kongelig resolution 8. september 1823.
Drøbak blev købstad i 1842, som den eneste købstad i Akershus fylke. Drøbak var tidligere vinterhavn for Oslo (Kristiania), fordi Oslofjorden let frøs til om vinteren.
Under Operation Weserübung, det tyske angreb på Norge og Danmark 9. april 1940, åbnede Oscarsborg fæstning i Drøbaksundet ild med kanoner og senere også torpedoer mod den angribende tyske flådestyrke med krydseren "Blücher " i spidsen. Fæstningen sænkede krigsskibet, noget der forsinkede den tyske invasion af Norge.

## Turisme og kultur
Drøbak er i dag kendt som en "badeby" der har mange pittoreske gamle huse. I byen findes også mange kunstgallerier og små butikker, "Julenissens Postkontor" og egen helårs specialforretning af juleeffekter. Desuden findes et akvarium. Fra Drøbak går der færge ud til Oscarsborg fæstningsmuseum og hotel. I havnen er der en skulptur af tre havfruer, skabt af billedhuggeren Reidar Finsrud.
Drøbak Kirke (Vår Frelsers Kirke) er en trækirke fra 1776 med rigt interiør i rococostil.